# Frieda Paul
Pour les articles homonymes, voir Paul (patronyme).
 (septembre 2022).
Frieda Arnold épouse Paul (née le 1er juillet 1902, morte le 14 décembre 1989) est un résistante allemande au nazisme.

## Biographie
Paul est une infirmière qualifiée. En 1928, elle rejoint l'Internationaler Sozialistischer Kampfbund (ISK) à Brême. Pendant le Troisième Reich, la cellule de l'ISK de Brême comprend environ dix à vingt personnes et diffuse de la propagande par des affiches contre les murs et des tracts, que Paul cache dans sa jarretière. À cette époque, Paul est messagère secrète avec l'aide de Paul-Henri Spaak, qui lui délivre un passeport à Bruxelles en 1936, afin de garder le contact entre les cellules de l'ISK en Allemagne et des exilés comme Willi Eichler à Paris. Le Parti socialiste ouvrier d'Allemagne autour d'Adolf et Ella Ehlers obtient des documents de l'étranger par l'intermédiaire de Paul. La Gestapo est au courant des activités étrangères de Paul à l'avance, mais suppose qu'elle les utiliserait pour collecter des fonds pour le Frente Popular en Espagne. Ce n'est qu'en 1938 qu'elle est arrêtée avec une grande partie du cercle restreint de l'ISK et condamnée à cinq ans de prison. Josef Kappius rapporte à sa libération en 1943 Paul a un état physique très atteint en raison d'une ostéomalacie. Cependant, Paul revient en contact avec des groupes de résistance socialistes.
Après la fin de la Seconde Guerre mondiale, Paul est la seule femme au conseil d'administration de dix membres de la Kampfgemeinschaft gegen den Faschismus (KgF), une organisation de Brême parrainée par les puissances occupantes. Aufbruch, l'organe de la KgF, décrit l'appartement de Paul à l'époque comme un point de rencontre et de rassemblement pour tous les antifascistes actifs et lui attribue le développement de la collecte de vêtements de la ville. À partir de 1947, Paul travaille pour l'Organisation de protection sociale des travailleurs de Brême en tant qu'éditeur et rédacteur en chef du magazine Neues Beginnen. Elle prend également l'initiative de créer Weser-Kurier, dont son mari, le typographe Fritz Paul, prend la direction technique. En 1948, elle est élue représentante des femmes au conseil exécutif du SPD.
En 1952, elle suit son mari à Francfort-sur-le-Main, qui y cofonde Europäische Verlagsanstalt. En 1970, elle est honorée par l'Arbeiterwohlfahrt avec la plaque Marie Juchacz. En 1979, elle déménage à Bad Essen, où elle passe la dernière décennie de sa vie et est engagée dans la section locale du SPD.